# Armoriale delle famiglie italiane (Moa-Mon)
Questo è l'armoriale delle famiglie italiane il cui cognome inizia con le lettere che vanno da Moa a Mon.

## Armi

### Moa
| Stemma | Casato e blasonatura |
| ------ | --- |
|        | Moavero (Sicilia) D'oro, col monte di verde, piantato in un mare d'azzurro, fluttuoso d'argento (citato in (32)) Notizie storiche in Famiglie nobili di Sicilia. |

### Moc
| Stemma | Casato e blasonatura |
| ------ | --- |
|        | Mocca D'azzurro, al tronco d'albero, al naturale, strappato e sradicato, sormontato da un giglio sostenuto da due leoncini, … affrontati, il tutto d'oro Motto: Virtus labore fulget (citato in (28)) |
|        | Mocchia o Moccia o Mocha o Mochia o Mochi o Mocchia di Coggiola (Torino, Cuneo) Titolo: marchese di Campiglia; conte di Coggiola e Pray; signore di S. Benigno, Ruata de Rossi; consignore di Ceva, Ostana, Roascio, S. Michele, Torricella Trinciato d'azzurro e di rosso, alla banda, accompagnata da due stelle, il tutto d'oro (citato in (28)) trinciato d'azzurro e di rosso, alla banda d'oro accompagnata da due stelle dello stesso (citato in (34)) banda di oro su trinciato di azzurro e di rosso accompagnata da - 2 stelle (5 raggi) di oro poste in sbarra (citato in LEOM) alias Inquartato, al 1° e 4° trinciato d'azzurro e di rosso, alla banda, accompagnata da due stelle, il tutto d'oro, al 2° e 3° di rosso, al leone coronato d'oro, carico di tre bande, d'azzurro (citato in (28)) inquartato: al 1º e 4 di Mocchia; al 2º e 3º di rosso al leone coronato d'oro, carico di tre bande d'azzurro (citato in (34)) banda di oro su trinciato di azzurro e di rosso accompagnata da - 2 stelle (5 raggi) di oro poste in sbarra - leone rampante coronato di oro caricato di 3 bande di azzurro su rosso (citato in LEOM) alias Inquartato, al 1° e 4° trinciato d'azzurro e di rosso, alla banda, accompagnata da due stelle, il tutto d'oro, al 2° e 3° di rosso, al leone d'oro (citato in (28)) Cimiero: puttino di carnagione, tenente colla destra una spada puntata sul piede, colla sinistra una palma Motto: Meliora sperantes - Non sic impii, non sic |
|        | Moccia (Napoli) di rosso, al leone d'oro attraversato da tre bande d'azzurro (citato in (2) – pag. 62 e in (31)) alias di rosso, al leone d'oro a tre bande d'azzurro attraversanti sul tutto (citato in (2) – pag. 62) alias Di rosso al leone d'oro fasciato d'azzurro (citato in DAlena) alias Di rosso al leone d'oro fasciato di nero (citato in DAlena) alias Di rosso al leone d'oro e d'azzurro (citato in DAlena) Notizie storiche in Nobili napoletani. |
|        | Moccia (Napoli, Afragola, Caserta) Titolo: Patrizio napoletano, conte di Sant'Angelo, marchese di Montemalo, Duca di Carfizzi di rosso, al leone rampante alternato d'oro e d'azzurro (citato in (29)) |
|        | Moccia dell'Erba (Rutigliano) Titolo: nobile D'azzurro alla fascia accompagnata da sette rose, quattro nel capo e tre alla punta , ordinate in fascia, quelle del capo sormontate da un sole raggiante, il tutto d'oro (citato in DAlena) alias d'azzurro alla fascia accompagnata da sette rose, 4 nel capo ordinate in fascia, e 3 nella punta poste 2-1; quelle nel capo sormontate da un sole raggiante; il tutto d'oro (citato in (36)) |
|        | Mocenigo (Venezia, Torino, Vicenza) aquila bicipite di nero coronata alla reale di oro su oro - 2 rose quadrilobate poste in palo di argento e di azzurro su troncato di azzurro e di argento (citato in LEOM) |
|        | Mocenigo Soranzo de Soresina Vidoni (Venezia, Cremona) trinciato di oro e di azzurro - 2 rose quadrilobate poste in palo di argento e di azzurro su troncato di azzurro e di argento (citato in LEOM) |
|        | Mocenni (Siena) D'azzurro, a tre stelle a otto punte d'oro ordinate in sbarra, accompagnate in capo a destra da un crescente rivolto in banda dello stesso, e in punta a sinistra da un destrocherio di carnagione, vestito di rosso, indicante in banda (citato in (26)) |
|        | Mocenni (Siena) braccio destro vestito di rosso posto in banda uscente dal canton destro della punta indicante con la mano di carnagione - 3 stelle (8 raggi) di oro poste in sbarra sormontate da - luna rivolta di oro nel canton sinistro del capo su azzurro (citato in LEOM) |
|        | Mocetti (Asti) Partito d'oro e di rosso, a tre scaglioni dell'uno nell'altro, con il capo di concessione di Chiablese Motto: Tempori et loco (citato in (28)) |
|        | Mochi (Firenze) d'azzurro, al monte di sei cime d'oro cimato da tre chiodi della passione (citato in (2) – pag. 132 e in DAlena) |
|        | Mochi (Firenze) D'azzurro, a tre chiodi al naturale appuntati sulla cima di un monte di sei cime d'oro (citato in (26)) |
|        | Mochi (Toscana) (DE) In Blau 1 schwebender goldener Sechsberg, fächerförmig besteckt mit 3 schwarzen Keulen (citato in KHIF) |
|        | Mochi (Firenze) Di..., alla fede di carnagione vestita di..., tenente un albero sradicato di... (citato in (26)) |
|        | Mochi (Livorno, Firenze) Troncato: nel 1° d'azzurro, alla colonna d'oro addestrata da un leone rivolto dello stesso; nel 2° d'argento, a tre pali di rosso (citato in (26)) colonna di oro uscente dalla troncatura affiancata da - leone rampante rivolto dello stesso su azzurro - 3 pali di rosso su argento (citato in LEOM) alias Troncato: nel 1° d'azzurro, alla colonna d'oro addestrata da un leone rivolto dello stesso; nel 2° d'argento, a quattro pali di rosso (citato in (26)) colonna di oro uscente dalla troncatura affiancata da - leone rampante rivolto dello stesso su azzurro - 4 pali di rosso su argento (citato in LEOM) |
|        | Mochi (Siena) D'azzurro, al cane rampante d'argento, collarinato di rosso (citato in (26)) |
|        | Mochi (Compiano) (la blasonatura non è stata ancora caricata) (citato in DAlena) |
|        | Mochi (Pesaro) (la blasonatura non è stata ancora caricata) (citato in DAlena) |
|        | Mochi (Roma, Cagli, Venezia, Pesaro, Urbino) fascia di rosso su azzurro caricata di un serpente di verde posto a nodo sabaudo - luna capovolta di argento sormontata da - 3 stelle (6 raggi) di oro poste 1,2 in alto - palla di argento in basso su azzurro (citato in LEOM) |
|        | Mochi Onori (Roma, Cagli, Città di Castello) ascia di rosso su azzurro caricata di un serpente di verde posto a nodo sabaudo - luna capovolta di argento sormontata da - 3 stelle (5 raggi) di oro poste 1,2 in alto - palla di argento in basso su azzurro - rosa di rosso stelata e fogliata di verde posta in palo su argento - incappato di azzurro con 2 lune affrontate di argento - ancora di argento posta in palo accollata da un delfino dello stesso su rosso - capo d'Impero (sulla seconda partizione) (citato in LEOM) |
|        | Mochini (Firenze) Di..., al sole di... (citato in (26)) |
|        | Mochirelli (Imola) troncato, nel 1º di rosso a due aquile d'argento affrontate nascenti dalla partizione; nel 2º semipartito d'azzurro e d'argento con una stella di 8 raggi dell'uno all'altro (citato in (2) – pag. 373 e in DAlena) |
|        | Mocucci (Firenze) Di..., all'uccello (o colomba) sorante di..., posato su un vaso biansato di... (citato in (26)) |

### Mod
| Stemma | Casato e blasonatura |
| ------ | --- |
|        | Modena (Scodovacca) 2 orsi controrampanti di oro su azzurro (citato in LEOM) |
|        | Modenesi (Cesena) (la blasonatura non è stata ancora caricata) (citato in BLCW) Immagine in Blasone Cesenate. |
|        | Moderati (Pisa) Losangato di... e di..., alla fascia attraversante di... alias Losangato di... e di..., alla banda attraversante di... (citato in (26)) |
|        | Modesti (Prato, Firenze) Inquartato di rosso e d'oro, a due stelle a otto punte del secondo nel primo, e al capo d'argento caricato di tre palle, la centrale d'azzurro, le due laterali di rosso alias Inquartato d'oro e di rosso, a due stelle a otto punte del secondo nel primo, e al capo d'argento caricato di tre palle, la centrale d'azzurro, le due laterali di rosso alias Inquartato di rosso e d'oro, a due stelle a otto punte del secondo nel primo, e al capo d'argento caricato di tre palle, la centrale d'azzurro, le due laterali di rosso, la palla centrale caricata di un giglio d'oro alias Inquartato d'oro e di rosso, a due stelle a otto punte del secondo nel primo, e al capo d'argento caricato di tre palle, la centrale d'azzurro, le due laterali di rosso, la palla centrale caricata di un giglio d'oro (citato in (26)) |
|        | Modesti (Toscana) (DE) Durch 1 silbernes? Kreuz grün-silber? geviert und überdeckt von 1 Balken, dieser belegt mit 3 achtstrahligen Sternen (citato in KHIF) |
|        | Modesti (Toscana) (DE) Unter 1 Schildhaupt, darin 3 Scheiben, in rot-gold geviertem Feld 1 silberne? Scheibe (citato in KHIF) |
|        | Modesti o Modesti da Pisa (Toscana) (DE) Unter 1 blauen Schildhaupt, darin 1 achtstrahliger goldener Stern zwischen 2 roten Scheiben balkenweise, rot-silber geviert, in den roten Plätzen je 1 achtstrahliger goldener Stern (citato in KHIF) |
|        | Modica (Spaccaforeno) Titolo: barone di San Giovanni, barone delle Meti di Santa Domenica, nobili dei baroni, baronessa di Belmonte d'azzurro al capo d'oro, caricato di un elmo di verde (citato in (29)) d'azzurro, al capo d'oro, caricato da un elmo di verde, con lambrequini dello stesso, volanti (citato in Mango e in (32)) scudo di azzurro pieno - elmo con svolazzi di verde in maestà su oro in capo (citato in LEOM) alias d'azzurro alla campagna mareggiata d'argento, sormontata da una stella d'oro (citato in (29) e in Mango) stella (5 raggi) di oro su azzurro - campagna mareggiata di argento e di azzurro (citato in LEOM) alias d'argento al leone tenente un ramoscello d'olivo al naturale (citato in (29), in Mango e in (32)) leone rampante tenente tra le anteriori un ramo di olivo tutto al naturale su argento (citato in LEOM) Corona di barone Notizie storiche in Famiglie nobili di Sicilia. Ulteriori notizie storiche in Famiglie nobili di Sicilia. |
|        | Modignani (Lodi) Titolo: conti di Cavagliano, Ghemme Troncato: al 1º d'argento, al leone di rosso, nascente dalla partizione, al 2º fasciato di rosso e d'argento; con il capo d'oro carico di un'aquila coronata, di nero (citato in (28)) |
|        | Modoi (Livorno) D'azzurro, alla colonna d'oro accostata da due gigli dello stesso e cimata da un gallo rivolto al naturale; il tutto accompagnato in punta da una fede recisa di carnagione (citato in (26)) |
|        | Modonese (Chioggia) (la blasonatura non è stata ancora caricata) (citato in Araldica gentilizia (archiviato dall'url originale il 24 settembre 2015).) |

### Mof
| Stemma | Casato e blasonatura |
| ------ | --- |
|        | Moffa (Chieri) Titolo: conti di Lisio; consignori di Baldissero, Cambiano, Chieri, Santena D'oro, alla croce di Sant'Andrea d'azzurro, ancorata Motto: Pour l'avenir (citato in (28)) |

### Mog
| Stemma | Casato e blasonatura |
| ------ | --- |
|        | Moggi (Colle, Siena) D'azzurro, al sinistrocherio di carnagione, vestito d'argento, impugnante tre rami di rosaio di verde fioriti ciascuno di un pezzo di rosso; il tutto abbassato sotto il capo d'argento caricato di tre gigli d'oro ordinati fra i quattro pendenti di un lambello dello stesso (citato in (26)) avambraccio sinistro uscente da sinistra di carnagione afferrante 3 rose di rosso stelate e fogliate di verde poste 1,2 su azzurro - 3 gigli di oro alternati a 4 gocce di un lambello dello stesso su argento in capo (citato in LEOM) |
|        | Mogliacca o Moiacca o Mogliachi (Cuneo, Borgo San Dalmazzo) Titolo: nobile; signore di Roccavione Troncato, al 1° d'azzurro a tre anelli, d'oro, incastonati con diamante, intrecciati, quello inferiore racchiudente uno scudetto di rosso, carico di una croce d'argento trifogliata (Cum cruce nostra Sancti Mauritii); al 2° d'argento, al mastio di fortezza armato di torre, di rosso, fondato sopra una rupe di verde (citato in (28) e in (34)) alias Troncato, al 1° d'azzurro a tre anelli, d'oro, incastonati con diamante, intrecciati, al 2° d'argento, al mastio di fortezza armato di torre, di rosso, fondato sopra una rupe di verde (citato in (28)) Cimiero: leone coronato d'oro, dragonato di verde Motto: Fidei monumenta manent |
|        | Mogliore o Mogliole (Mondovì) D'azzurro, al leone d'oro, armato e membrato di nero alias D'azzurro, al leone coronato, d'oro (citato in (28)) |

### Moi
| Stemma | Casato e blasonatura |
| ------ | --- |
|        | Moietta o Moyetta o Moglietta (Carisio) D'argento, all'anitra nuotante in un mare d'azzurro, al naturale (citato in (28))                                                                                 |
|        | Moizio ? (Casale ?) Troncato, d'argento (?), alla stella di rosso (?), e d'oro, con la fascia d'azzurro, carica di tre stelle d'oro (?), poste in fascia, attraversante sulla troncatura (citato in (28)) |

### Moj
| Stemma | Casato e blasonatura |
| ------ | --- |
|        | Mojares (Torino) 2 fasce ondate di argento inframezzate da - 3 stelle (8 raggi) di oro poste in palo su azzurro (citato in LEOM) |

### Mol
| Stemma | Casato e blasonatura |
| ------ | --- |
|        | Mola o Molla o De la Mola (Carmagnola, Chieri, Vinovo, Carignano, Torino, Casale) Titolo: conti di Larizzate, Nomaglio, San Sebastiano; consignori di Beinasco, Ottiglio, Pamparato D'azzurro, alla mola per arrotare, al naturale, con un ramoscello d'alloro, di verde, attraversante in banda, accompagnato da due stelle d'oro (citato in (28)) ramo di alloro al naturale posto in banda su - mola (cerchio di argento con piccolo foro) su azzurro - 2 stelle (6 raggi) di oro poste in sbarra su azzurro (citato in LEOM) alias D'azzurro, alla mola per arrotare, al naturale, con il capo d'oro, carico di un'aquila, di nero (citato in (28)) |
|        | Mola o Mota (Cesena) (d'argento, a tre fasce di rosso) (citato in BLCW) Immagine in Blasone Cesenate. |
|        | Mola di Nomaglio (Carmagnola, Carignano, Torino) di azzurro alla mola per arrotare, al naturale, con un ramoscello di alloro, di verde, attraversante in banda, accompagnato da due stelle di 6 raggi d'oro, una nel cantone, sinistro superiore, l'altra nel cantone destro inferiore (citato in (4) vol. IV - pag. 622; approfondimenti e note storico-araldiche in (42)) |
|        | Mola Boursier di Larissé (Carmagnola, Carignano, Torino) di azzurro alla mola per arrotare, al naturale, con un ramoscello di alloro, di verde, attraversante in banda, accompagnato da due stelle di 6 raggi d'oro, una nel cantone, sinistro superiore, l'altra nel cantone destro inferiore (citato in (4) vol. IV - pag. 623) |
|        | Molara (Roma) (la blasonatura non è stata ancora caricata) (Immagine nell' Archivio Storico Capitolino (PDF) (archiviato dall'url originale il 5 marzo 2016).) |
|        | Molara (Cesena) (la blasonatura non è stata ancora caricata) (citato in BLCW) Immagine in Blasone Cesenate. |
|        | Molarè (Racconigi) Troncato, al 1° d'oro, all'aquila di nero, armata e membrata di rosso, al 2° di rosso, a tre macine da molino, d'argento (citato in (28)) |
|        | Molart o Molard (Austria) Titolo: signori di Frinco Inquartato: al 1° e 4° d'azzurro, al cane bracco d'argento rampante, linguato di rosso, collarinato e anellato d'oro, sormontato da tre stelle d'oro, ordinate in fascia, il cane del primo quarto rivoltato; al 2° e 3° d'azzurro, alla torre d'argento, murata di nero, attraversante, verso la punta, sopra due fasce d'argento, mareggiate del campo, ondate; sul tutto d'oro, all'aquila di nero, bicipite, armata e membrata del campo, afferrante la spada e lo scettro, sormontata dalla corona imperiale Motto: Constanter (citato in (28)) |
|        | Molendinari (Pisa) Di rosso, alla banda d'argento accompagnata nel cantone sinistro del capo da un piede umano dello stesso (citato in (26)) |
|        | Moles (Napoli, Caserta) Titolo: nobili d'azzurro a tre ruote di mulino d'oro poste due a uno (citato in (29)) 3 ruote di mulino di oro su azzurro poste 2,1 (citato in LEOM) |
|        | Moles (Napoletano) (la blasonatura non è stata ancora caricata) (citato in (31)) |
|        | Moleti (Siracusa, Messina) Titolo: barone di Piscopo, Catalamiti, S. Andrea; marchese di S. Andrea d'azzurro, alla banda (il Galluppi dice sbarra) d'oro, caricata di tre rose del campo, accompagnante nel capo dalla croce di Malta d'argento, e nella punta da un giglio d'oro (citato in Mango e in (32)) alias (d'oro, al leone al naturale sostenuto da un monte di verde uscente dalla punta e tenente con la branca destra una stella (8) d'argento) (citato in Mango e in (32)) alias d'azzurro, con una fascia d'oro, accompagnata da tre elmi dello stesso, posti due in capo ed uno in punta (citato in (32)) Corona di marchese Notizie storiche in Famiglie nobili di Sicilia. Ulteriori notizie storiche in Famiglie nobili di Sicilia. |
|        | Moletti (Messina) 3 rose di azzurro stelate e fogliate di verde su sbarra di oro su azzurro - croce di Malta di argento in alto a sinistra - giglio di oro in basso a destra su azzurro (citato in LEOM) |
|        | Moletti (Messina) fascia di oro accompagnata da - 3 elmi di profilo celata alzata dello stesso posti 2,1 su azzurro (citato in LEOM) |
|        | Moletti (Messina) leone rampante su monticello erboso uscente dalla punta tutto al naturale su oro - il leone tiene in destra una stella (5 raggi) di argento (citato in LEOM) |
|        | Molia o Moglia (Compiano) (la blasonatura non è stata ancora caricata) (citato in DAlena) |
|        | Molignano (Molise) Bandato d'oro e di rosso alias Troncato: nel 1° d'azzurro a tre stelle d'oro male ordinate; nel 2° d'oro a tre melanzane al naturale, con la fascia di rosso sulla troncatura, e un leone al naturale attraversante sul tutto (citato in DAlena) |
|        | Molignati (Candelo, Vercelli) D'azzurro, a tre albicocche d'oro, fogliate di verde, con il capo d'oro, carico di un'aquila coronata, di nero (citato in (28)) |
|        | Molin (Venezia) ruota di mulino di oro su azzurro (citato in LEOM) |
|        | Molinari (Asolo) (la blasonatura non è stata ancora caricata) (citato in DAlena) |
|        | Molinari (Ovada) Partito: nel 1° d'azzurro, al destrocherio d'argento, vestito d'oro, impugnante un molinello d'argento; nel 2° di rosso, alla colomba d'argento, tenente nel becco un ramoscello d'ulivo al naturale, sostenuta da una terrazza di verde (citato in (37)) |
|        | Molinari (Milano) aquila di nero coronata di oro sull'oro del troncato di oro e di rosso - ruota a 4 raggi di nero col cerchione di argento trapassata da una - lancia di nero posta in fascia entrata da sinistra e uscente con la punta a destra sul rosso (il campo interno alla ruota può essere anche di argento) (citato in LEOM) |
|        | Molinari (Cesena) (la blasonatura non è stata ancora caricata) (citato in BLCW) Immagine in Blasone Cesenate. |
|        | Molinelli (Firenze) Di..., alla banda di..., caricata di tre rose di... e sormontata da due stelle a otto punte ordinate in capo (citato in (26)) |
|        | Molinelli (Palermo) Titolo: principe di Santa Rosalia, barone di Condoverno d'oro all'aquila spiegata di nero, la campagna d'azzurro caricata di tre ruote di mulino d'oro (citato in (29), in Mango e in (32)) aquila di nero su oro - 3 ruote di mulino di oro su campagna di azzurro poste in fascia (citato in LEOM) Notizie storiche in Famiglie nobili di Sicilia. Ulteriori notizie storiche in Famiglie nobili di Sicilia. |
|        | Molineri o Molinari (Chieri) D'azzurro, alla ruota di mulino, d'argento (citato in (28)) |
|        | Molineri (Bricherasio) Titolo: conti di Clavières D'azzurro, alla ruota di mulino, d'argento (citato in (28)) |
|        | Molines (Spagna, Giaveno) D'azzurro, a nove stelle d'oro, 1, 2, 3, 2, 1, con la bordura d'oro, carica di otto torri di Castiglia, di rosso, tre in capo, tre in punta, due ai lati Motto: Labor nutrit (citato in (28)) |
|        | Molino (Asolo) Troncato d'argento e di rosso alla ruota di mulino dell'uno nell'altro (citato in DAlena) |
|        | Molino (Molise) (la blasonatura non è stata ancora caricata) (citato in DAlena) |
|        | Molle o Mollo (Sicilia) d'azzurro, alla molla d'argento posta in palo accompagnata da due leoni contra-rampanti e coronati d'oro, sormontati da tre stelle dello stesso allineate in fascia (citato in Mango) |
|        | Mollea (Mondovì) D'azzurro, allo scaglione d'argento, accompagnato da tre spighe di grano, d'oro (citato in (28) e in (34)) Motto: Fide nihil prestantius |
|        | Molletti (Firenze) D'azzurro, alle molle da fuoco d'argento, poste in banda e accompagnate da due gigli d'oro, 1.1 (citato in (26)) |
|        | Molletti (Toscana) (DE) In Gold 1 schräggelegte schwarze Stimmgabel, begleitet oben und unten von je 1 achtstrahligen blauen Stern (citato in KHIF) |
|        | Molletti (Toscana) (DE) In Blau 1 schräggelegte, gestürzte goldene Stimmgabel, beidseitig begleitet von je 1 goldenen Lilie (citato in KHIF) |
|        | Mollica (Messina, Mazara, Trapani) d'azzurro, a due braccia d'argento, moventi dai fianchi dello scudo, dividenti nel cuore un pane d'oro (citato in Mango) d'azzurro, con due braccia d'argento, in atto di frangere un pane d'or (citato in (32)) Corona di barone Notizie storiche in Famiglie nobili di Sicilia. |
|        | Mollo (Cosenza) D'azzurro alla molla d'argento in palo accostata da 2 leoni controrampanti e coronati d'oro (citato in DAlena e in BLCL) |
|        | Mollo (Palermo) d'azzurro, con una molla di argento posta in palo, accompagnata da due leoni controrampanti e coronati d'oro, sormontata da tre stelle dello stesso allineate in fascia (citato in (32)) 2 leoni controrampanti di oro coronati dello stesso reggenti con le zampe anteriori una molla a forma di compasso rovesciato di argento sormontati da - 3 stelle (6 raggi) di oro poste in fascia in alto tutto su azzurro (citato in LEOM) Notizie storiche in Famiglie nobili di Sicilia. |
|        | Mollo (Cosenza, Amantea) Titolo: patrizio di Cosenza D'argento alla fascia di rosso (citato in DAlena, in (29) e in BLCL) fascia di rosso su argento (citato in LEOM) |
|        | Mollo o Molo o Mola o Molli o Di Barbania (Cuorgnè, Barbania) Titolo: consignori di Barbania D'argento, alla pianta di verbena, al naturale alias D'argento, all'olivo di verde Motto: Toujours haut (citato in (28)) |
|        | Mollo (Chivasso) pianta di verbena al naturale uscente dalla punta su argento (citato in LEOM) |
|        | Mollo (Massa Lubrense) D'azzurro con due leoni affrontati e sostenenti una molla da camino, il tutto di oro; e la fascia di rosso caricata da tre stelle di argento attraversante sul tutto (citato in Storia di Massa Lubrense, Riccardo Filangieri di Candida Gonzaga, 1908, p. 453) |
|        | Molocca (Lentini, Siracusa) Titolo: di Tardello, Molocca d'oro, con un albero di verde, sormontato da un uccello d'azzurro, ed un leone di rosso posto nel canton sinistro della punta (citato in (32)) Corona di barone Notizie storiche in Famiglie nobili di Sicilia. |
|        | Molossi (Pontremoli) Troncato: nel 1° di rosso, al putto di carnagione nascente dalla troncatura e tenente in ciascuna mano un osso al naturale; nel 2° di verde, a due cani controrampanti d'argento (citato in (26)) |
|        | Molossi (Casalmaggiore, Milano) 3 bande di argento su azzurro - 2 cani molossi di argento sdraiati e affrontati su ristretto di verde tenenti ciascuno tra i denti l'estremità di 2 ossi incrociati di oro su rosso (citato in LEOM) |
|        | Molossi (Casalmaggiore, Milano) filetto in fascia di rosso su troncato di azzurro e di oro - buon selvaggio nascente dalla troncatura in maestà al naturale osso in destra su azzurro - 2 stelle (6 raggi) di argento in alto su azzurro - 2 cani molossi controrampanti di argento su terrazzo di verde contro 2 ossa al naturale incrociate su oro (citato in LEOM) |
|        | Molossi (Cremona) Titolo: signori di Berenzate spaccato, nel primo d'azzurro a tre bande d'argento; nel secondo di rosso a due cani molossi d'argento, con la coda alzata, accovacciati sulla pianura erbosa e affrontati, tenenti ciascuno fra i denti un osso dello stesso rivolto verso l'alto; i due ossi passati in croce di S. Andrea (citato in BLCR) Immagine in Blasonario Cremonese (archiviato dall'url originale il 7 aprile 2014). alias spaccato d'azzurro e d'oro, alla fascia di rosso attraversante sulla partizione; l'azzurro caricato di una donna uscente di carnagione, cinta di un velo d'argento, tenente con la destra un osso dello stesso in sbarra, la sinistra appoggiata sopra la sua anca, accompagnata in capo da due stelle d'argento; l'oro caricato di due cani rampanti ed affrontati al naturale, sostenuti da una terrazza di verde, tenenti ciascuno con la zampa destra un osso al naturale; i due ossi passati in croce di S. Andrea (citato in BLCR) Immagine in Blasonario Cremonese (archiviato dall'url originale il 7 aprile 2014). |
|        | Molossi (Parma, Pontremoli) cane molosso rivolto di argento seduto sulla troncatura del - troncato di azzurro e di rosso - 2 ossa lunghe incrociate al naturale su rosso (citato in LEOM) |
|        | Molteno (la blasonatura non è stata ancora caricata) (citato in DAlena) |
|        | Moltobuoni (Firenze) D'oro, alla croce di losanghe accollate d'azzurro (citato in (26)) |
|        | Molza (Modena) 4 fasce in divisa convesse - la prima di argento sostenente una aquila coronata di oro - le seguenti 3 di oro doppiomerlate di 3 pezzi su azzurro - aquila di nero su capo convesso di oro (citato in LEOM) |
|        | Molza (Modena) 3 fasce doppiomerlate in divisa di oro - la prima cimata da una aquila di argento tutto su azzurro - aquila di nero su oro in capo (citato in LEOM) |

### Mom
| Stemma | Casato e blasonatura |
| ------ | --- |
|        | Mombello (Chieri) Titolo: consignori di Chieri, Mombello della Frasca, Vernone Partito, al 1° d'argento, a tre fasce di rosso; al 2° d'oro, al ramo secco di quercia, al naturale Motto: Respice futura (citato in (28)) |
|        | Mombello o Mombelli (Moncalieri) Titolo: conti di Olivastri D'azzurro, alla stella di sei raggi, raggiante, accantonata da sei altre simili e minori, il tutto d'oro (citato in (28)) stella (6 raggi) raggiante di oro al centro contornata da - altre 6 stelle (6 raggi) più piccole dello stesso poste in orlo tutto su azzurro (citato in LEOM) |
|        | Mompi (Firenze) D'argento, a tre bande diminuite di rosso (citato in (26)) |

### Mona
| Stemma | Casato e blasonatura |
| ------ | --- |
|        | Monacelli (Roma, Fabriano) monte a 3 cime di oro uscente dalla punta sormontato da - croce scorciata e trifogliata di oro affiancata da - 2 stelle (8 raggi) dello stesso tutto su azzurro (citato in LEOM) |
|        | Monacelli Lattanzi (Fossombrone, Fano, Milano) monte a 3 cime di oro uscente dalla punta sormontato da - croce scorciata e trifogliata di oro affiancata da - 2 stelle (8 raggi) dello stesso tutto su azzurro - lupo passante di nero testa rivolta su - campagna di rosso su oro (citato in LEOM) |
|        | Monacello (Molise) (la blasonatura non è stata ancora caricata) (citato in DAlena) |
|        | Monachi (Firenze) Troncato: nel 1° d'azzurro, a tre monachetti d'oro posti in palo e ordinati l'uno accanto all'altro; nel 2° palato di sei pezzi d'argento e di rosso; e alla fascia diminuita di rosso passata sulla troncatura alias Troncato: nel 1° d'azzurro, a tre monachetti d'oro posti in palo e ordinati l'uno accanto all'altro; nel 2° palato di sei pezzi d'argento e d'azzurro; e alla fascia diminuita di rosso passata sulla troncatura (citato in (26)) |
|        | Monaci (Val Brembana) Troncato; nel 1° d'azzurro alla chiesa al naturale, finestrata di nero, sinestrata da un albereto di verde; nel 2° d'azzurro a tre monti d'argento, accostati, uscenti dalla punta ed accompagnati nei fianchi da due rami di verde posti in palo (citato in Stemmi della Val Brembana (archiviato dall'url originale il 6 gennaio 2013).) |
|        | Monaci (Pennabilli) chiesa al naturale con campanile su azzurro - affiancata a destra da un albero di verde sradicato - 3 monti di argento uscenti dalla punta su azzurro accompagnati da 2 rami fogliati di verde in palo su azzurro (citato in LEOM) |
|        | Monaco (Cosenza) D'azzurro alla fascia d'argento sostenente un leone uscente dello stesso (citato in DAlena e in BLCL) |
|        | Monaco (Cosenza) Troncato il 1° d'oro a tre pali d'azzurro; il 2° d'oro a 3 chiodi di nero incrociati (citato in DAlena e in BLCL) |
|        | Monaco o Del Monaco o Lomonaco (Sicilia) d'oro, con tre pali d'azzurro, diviso del primo, con tre chiodi di nero appuntati (citato in (32)) lo scudo cimato da elmo, coronato all'antica, cimato da un grifo coronato, tenente nella zampa destra una granata accesa Motto: Tu sola animum mentemque pur iris gloriam Notizie storiche in Famiglie nobili di Sicilia. |
|        | Monaco e Monaco di Lapio (Napoli, Genova) Titolo: principe di Arianello; duca di Longano; barone di Lapio, Crocve, Rogliano di rosso al falcone al naturale poggiante su un colle verde con l'artiglio destro alzato in atto di aggredire (arma antica) (citato in (31)) alias d'argento alla croce azzurra (arma moderna) (citato in (31)) croce di azzurro su argento (citato in LEOM) alias d'oro bordata d'argento e d'azzurro con l'aquila coronata di diadema imperiale. Nel cuore un piccolo scudo d'argento con croce azzurra (duchi di Longarano) (citato in (31)) d'oro all aquila imperiale coronata al globo imperiale sul tutto. Alla bordura composta d'argento e di nero (citato nel libro d'Oro della Nobilta Italiana) Notizie storiche in stemmi famiglia Monaco (archiviato dall'url originale il 25 marzo 2016). alias croce di azzurro su scudetto di argento su - aquila bicipite di nero coronata alla reale di oro su oro - bordura composta di argento e di azzurro (citato in LEOM) Notizie storiche in Nobili napoletani. |
|        | Monaco (Bologna) fascia di oro su troncato di azzurro e di rosso - 3 gigli di oro posti in fascia su azzurro in alto - braccio destro armato uscente da destra afferrante con la mano di carnagione una lancia posta in sbarra abbassata tutto al naturale su - 3 sbarre di argento in basso su rosso (citato in LEOM) |
|        | Monaldeschi (Toscana) (DE) In Blau 3 goldene Gegenzinnenschrägbalken (citato in KHIF) |
|        | Monaldeschi (Orvieto) (d'oro, a tre bande doppiomerlate d'azzurro) (citato in BNDD) Immagine ne L'araldica sarteanese nei secoli. |
|        | Monaldeschi (Viterbo) (la blasonatura non è stata ancora caricata) (immagine dello Stemmario reale di Baviera.) |
|        | Monaldi (Firenze) Di rosso, al pavone d'argento (citato in (26) e in DAlena) |
|        | Monaldi (Toscana) (DE) In Rot 1 schreitender naturfarbener Pfau (citato in KHIF) |
|        | Monaldi (Siena) Di..., alla banda di..., caricata di tre palle (o bisanti, o torte) di... (citato in (26)) |
|        | Monaldi (Perugia, Roma, Foligno) ponte troncato a 2 luci fortificato di 3 torri la centrale più alta tutto di argento fondato su - mare fluttuoso di argento e di azzurro uscente dalla punta tutto su azzurro (citato in LEOM) |
|        | Monaldini (Ravenna) d'oro, al semivolo sinistro spiegato di nero, sostenuto da un artiglio d'oro (citato in (5) – pag. 106 e in (5) - pag. 142) |
|        | Monaldini (Cesena) (la blasonatura non è stata ancora caricata) (citato in BLCW) Immagine in Blasone Cesenate. |
|        | Monanni o Monnanni (Monterchi, Arezzo, Firenze) partito: nel 1°vajato d'argento e di rosso; nel 2° scaccato d'argento e di rosso; sul tutto d'azzurro, al giglio d'oro (citato nella Raccolta Sebregondi, n. 3629, Archivio di Stato di Firenze) |
|        | Monaro (Chioggia) (la blasonatura non è stata ancora caricata) (citato in Araldica gentilizia (archiviato dall'url originale il 24 settembre 2015).) |
|        | Monastra (Sicilia) d'azzurro, al monte di cinque cime d'oro, sormontato da cinque stelle dello stesso, poste 3, 2 (citato in Mango e in (32)) Notizie storiche in Famiglie nobili di Sicilia. |

### Monc
| Stemma | Casato e blasonatura |
| ------ | --- |
|        | Moncada (Roma, Catania, Palermo) Titolo: signore di Nicolosi, Belpasso, Stella d'Aragona, Fenice di Moncada, Gulfo, Campisotto, Centuripe, Biancavilla, Malpertuso o Nuova Fenice, Graziano, Gallidoro, Deliella, Cugno, Molino di Tortorici; barone di Pantano, Diesi, Serradifalco, Tortoreto, Monforte, S. Pietro, Cugno, Armicci, Motta S. Anastasia, Melilli, Grottarossa, Foreste di Troina, Mendola, Gialfamuto; conte di Agosta, Adernò, Navara, Tripi, Saponara, Caltanissetta, Cammarata, S. Pieri, Centuripe, Biancavilla, S. Pietro di Mon forte; marchese; marchese di Santamarina; duca di Montalto, Bivona, S. Giovanni; principe di Paternò, Monforte, Scria, Calvaruso, Valsavoia di rosso ad otto bisanti d'oro, due su due. Mantello e corona di principe, cimata da un leone passante e coronato d'oro, la testa rivoltata. 8 palle di oro su rosso poste in doppio palo (citato in LEOM) alias inquartato; nel 1° e 4°, di nero, con un leone coronato d'oro; nel 2° e 3°, fusaio in banda d'argento e d'azzuro (per Baviera); sopra il tutto: partito nel 1° di rosso a sei bisanti e due mezzi d'oro, posti 2, 2, 2, (per Moncada); nel 2° di rosso con quattro pali d'oro (per Aragona) (citato in CROL – pag. 260) inquartato; nel 1° e 4°, di nero, con un leone coronato d'oro; nel 2° e 3°, fusato in banda d'argento e d'azzuro (per Baviera); sopra il tutto: partito nel 1° di rosso con sei pani e due mezzi d'oro, (per Moncada); nel 2° di rosso con quattro pali d'oro (per Aragona) (citato in (32)) alias inquartato; nel 1º e 4º, di nero, con un leone coronato d'oro; nel 2º e 3º, fusato in banda d'argento e d'azzurro (Baviera); sopra il tutto: partito nel 1º di rosso con otto bisanti d'oro, due su due, (Moncada); nel 2º di rosso con quattro pali d'oro (Aragona). (citato in Mango) inquartato al 1° e 4° di nero al leone coronato d'oro; al 2° e 3° fusato in banda d'argento e di azzurro (Baviera); sul tutto partito: a) di rosso, a otto bisanti d'oro, 2, 2, 2, 2, (Moncada): b) d'oro a quattro pali di rosso (Aragona) (citato in (32)) 8 palle poste in doppio palo di oro su rosso - 4 pali di rosso su oro tutto su scudetto su - leone rampante coronato di oro su nero - losangato di argento e di azzurro in banda (citato in LEOM) Mantello e corona di principe, cimata da un leone passante e coronato d'oro, la testa rivoltata. Cimiero: Un leone coronato d'oro, illeopardito, col capo rivoltato Motto: Et Simili Semper Notizie storiche in Famiglie nobili di Sicilia. Ulteriori notizie storiche in Famiglie nobili di Sicilia. |
|        | Moncada (Catania) (la blasonatura non è stata ancora caricata) (Immagine nella Raccolta stemmi Trippini (JPG).) |
|        | Moncafico (Carmagnola) Troncato, d'azzurro e d'argento, al fico fruttato e sradicato, al naturale (citato in (28)) |

### Mond
| Stemma | Casato e blasonatura |
| ------ | --- |
|        | Monda (Napoli) Titolo: nobili troncata d'azzurro alla fascia d'oro sostenente una croce di rosso su di un monte di tre cime di verde accompagnata alla punta da tre uccelli di nero (citato in (29)) |
|        | Monda (Napoli) fascia di oro su troncato di oro e di azzurro - 3 monti al naturale uscenti dalla fascia di verde cimati da - croce latina di rosso tutto su oro - 3 uccelli di profilo di nero posti in fascia in basso su azzurro (citato in LEOM)                                                                          |
|        | Mondano (Santhià) Titolo: consignori di Montalto d'Ivrea D'oro troncato, sopra al leone di rosso, nascente, tenente un tralcio di vite, di verde, sotto a due fasce di rosso Motto: Prosum et non obsum (citato in (28)) |
|        | Mondella (Brescia) partito d'azzurro e di rosso a 14 castagne d'oro mondate poste a destra e a sinistra 3, 2, 2; al capo dell'impero (citato in (2) – pag. 116 e in DAlena) |
|        | Mondella (Biella, Verrone) Titolo: conti di Vandorno Partito di rosso e d'azzurro, a quindici castagne sbucciate, d'oro, 5, 4, 3, 2, 1, ordinate in fascia alias Partito di rosso e d'azzurro , a quindici castagne sbucciate, d'oro, 5, 5, 5, quelle di mezzo sulla partizione Motto: Et in coelo praemium (citato in (28)) |
|        | Mondella (Clusone sul Lago, Milano) 15 castagne di oro poste in piramide su azzurro - capo d'Impero (citato in LEOM) |
|        | Mondelli (Milano) Leopardo (citato in DAlena) |
|        | Mondello (Sicilia) di rosso, al leone d'oro, trattenente con le zampe anteriori un mondo d'argento, cimato da una croce d'oro (citato in Mango) Di rosso, con un leone d'oro, tenente con le zampe un globo d'argento, sormontato da una croce d'oro (citato in (32)) Notizie storiche in Famiglie nobili di Sicilia.        |
|        | Mondinari (Cremona) di rosso alla banda doppiomerlata d'argento (citato in BLCR) Immagine in Blasonario Cremonese (archiviato dall'url originale il 7 aprile 2014). |
|        | Mondini (Asolo) D'azzurro alla banda d'argento accompagnata da due teste di leone pure d'argento (citato in DAlena) |
|        | Mondini (Vittorio Veneto) banda di rosso su azzurro - 2 teste di tigre di argento recise in sbarra su azzurro (citato in LEOM) |
|        | Mondino (Mondovì) Troncato, di rosso, al leone coronato, d'oro, nascente dalla partizione, e di nero (citato in (28)) |
|        | Mondo (Asti) D'azzurro, a due colombe al naturale, una attraversante sull'altra, con il capo d'argento (citato in (28)) |
|        | Mondragon (Messina) di rosso, al drago d'oro (citato in Mango) |

### Mone
| Stemma | Casato e blasonatura |
| ------ | --- |
|        | Monery de Caylus (Lionese) Titolo: baroni di Roccasparvera D'azzurro, allo scaglione d'oro, accompagnato in capo da due trifogli dello stesso, in punta da una mezza luna, d'argento, crescente alias D'argento, allo scaglione di nero, accompagnato in capo da due stelle dello stesso, in punta da un leone di rosso, con il capo di rosso, carico di tre bisanti d'oro (citato in (28)) |
|        | Monesi (Modena) cigno di argento palmato e beccato di oro fermo su terrazzo al naturale uscente dalla punta su azzurro - 3 stelle (6 raggi) di oro poste in fascia in alto su azzurro (citato in LEOM) |
|        | Moneta (Firenze) D'azzurro, al leone d'oro tenente con la branca anteriore sinistra una borsa dello stesso (citato in (26)) |
|        | Moneta Caglio (Milano) leone rampante nascente dalla troncatura di argento tenente in destra una palla dello stesso su rosso - 6 palle di argento poste in piramide rovesciata su azzurro (citato in LEOM) |
|        | Moneti (Cascina, Pisa) Palato di sei pezzi d'azzurro e d'argento (citato in (26)) |
|        | Monetti d'argento a tre piante d'olivo nodrite sulla montagna, il tutto di verde; col capo d'oro, carico di un'aquila coronata di nero. (citato in "Patriziato Subalpino" di A. Manno, Torino 1895-1906 edizione online Vivant a cura di A. Scordo; citato anche nel sito http://www.stemmario.it/stemmi/monetti)                                                                           |
|        | Monetti o Monetto (Grugliasco, Torino) D'argento, a tre piante di olivo nutrite sulla montagna, il tutto di verde, con il capo d'oro, carico di un'aquila coronata, di nero alias D'azzurro, al monte di verde, cucito, con tre piante di olivo d'oro, nutrite sullo stesso, con il capo d'argento, carico di un'aquila di nero, coronata di rosso Motto: Custodit (citato in (28))         |

### Monf
| Stemma | Casato e blasonatura |
| ------ | --- |
|        | Monfalcone o Montefaucon (Moncalieri) Titolo: signori della decima della Gorra e Zucchea D'oro, al falcone al naturale, sonagliato d'oro, fermo sopra una campagna, di verde (citato in (28)) |
|        | Monferrari (Bologna) 3 catene poste in pergola unite al centro da un triangolo vuoto di oro su azzurro - 3 stelle (5 raggi) di oro poste in fascia in alto su azzurro (citato in LEOM) |
|        | Monforte D'argento al leone d'azzurro tenente colle branch anteriori uno scudetto d'oro caricato di 5 code d'armellino di nero (citato in DAlena) |
|        | Monforte (Fossano, Racconigi) Titolo: consignori di Bonavalle, Carpenea, Manzano, Monforte D'oro, a tre pali d'azzurro Motto: Droit et loyal - Droit et loyal en intention de bien faire (citato in (28)) |
|        | Monforte o De Monfort (Napoli, Nola, Austria) Titolo: duca di Laurito, marchese di San Giuliano, conte di Squillace, nobile di Nola di rosso al leone d'oro tenente nella branca destra uno scudo d'ermellino (citato in (29)) leone rampante di oro scudetto di armellino tra le anteriori su rosso (citato in LEOM)                                                                                       |
|        | Monforte (Messina, Palermo) di rosso, al leone d'oro, impugnante con le zampe anteriori uno scudetto di azzurro, caricato da cinque code d'armellino d'argento ordinate in decusse (citato in Mango) di rosso, con un leone d'oro, tenente colle zampe uno scudo d'azzurro, caricato da cinque ermellini di argento, ordinati in s. Andrea (citato in (32)) Notizie storiche in Famiglie nobili di Sicilia. |

### Mong
| Stemma | Casato e blasonatura |
| ------ | --- |
|        | Mongalli (Spoleto) monte a 3 cime di verde uscente dalla punta sostenente - un gallo di argento crestato e barbato di rosso su azzurro - luna di argento affiancata da - 2 stelle (8 raggi) di oro in alto su azzurro (citato in LEOM) |
|        | Mongiardina o Mongiardini (Ovada) Di rosso, alla torre al naturale merlata di tre pezzi alla ghibellina, aperta d'argento e fondata sulla campagna di verde, accompagnata in capo da tre stelle di sei raggi d'oro, poste 1, 2 (citato in (37)) |
|        | Mongiardino (Tortona, Genova) Titolo: signori di Mongiardino Di rosso, alla torre d'argento, merlata di tre pezzi alla ghibellina alias D'azzurro, al mastio torricellato, d'argento, aperto e finestrato del campo, il tutto merlato alla guelfa alias Di rosso, alla torre al naturale, merlata di tre pezzi alla ghibellina, aperta d'argento e fondata sulla campagna di verde, accompagnata in capo da tre stelle (6) d'oro, 2, 1 (citato in (28)) |
|        | Mongiardino (Trapani) di verde, con un albero al naturale, piantato sopra un monte di tré cime d'oro (citato in (32)) Notizie storiche in Famiglie nobili di Sicilia. |
|        | Mongilardi (Bioglio) Troncato, al 1° d'azzurro, al monte d'argento, di sei cime, fiancheggiato da due gigli, e sormontato da una stella, il tutto d'oro, al 2° di rosso, a tre bande d'oro (citato in (28)) |
|        | Mongini o Mongino (Tortona) D'azzurro, al monte d'argento, di tre cime, d'argento, con la sbarra in divisa, di rosso, carica di un giglio d'oro, attraversante sul monte, con il capo d'oro, carico di un'aquila coronata, di nero (citato in (28)) |
|        | Monginotti (Firenze) D'azzurro, allo scaglione d'oro, accompagnato in capo da due cuori di rosso, ciascuno cimato da una crocetta latina d'oro, e in punta da un monte di tre cime pure d'or (citato in (26)) |
|        | Mongiorgi (Bologna) banda di rosso su azzurro - cometa di oro ondeggiante in palo in alto a destra - monte a 3 cime di argento uscente dalla punta (citato in LEOM) |

### Moni
| Stemma | Casato e blasonatura |
| ------ | --- |
|        | Moni (Pistoia) D'azzurro, all'albero al naturale nodrito su un monte di sei cime d'oro, e accompagnato a destra da una stella a otto punte dello stesso, e a sinistra da un crescente volto d'argento (citato in (26))  |
|        | Moniardo (Vercelli) D'azzurro, a tre monti d'argento ardenti, alla vetta e ai piedi, al naturale, con il capo d'oro, all'aquila coronata, di nero (citato in (28))                                                      |
|        | Monizio (Catanzaro) D'azzurro al monte all'italiana di tre cime d'oro uscente dalla punta e sostenente un cipresso al naturale accostato da due rose di rosso e due stelle d'oro alternate (citato in DAlena e in BLCL) |

### Monn
| Stemma | Casato e blasonatura |
| ------ | --- |
|        | Monna (Molfetta) d'azzurro, la fascia d'argento attraversante, sostenente 3 monti di verde, quello di mezzo più alto, cimato di una croce patente di rosso, e accompagnata in punta da 3 colombi d'argento, colle ali spiegate e ordinati in fascia alias spaccato, d'argento e d'azzurro, alla fascia d'oro attraversante sulla partizione, nel 1° 3 monti di verde sostenuti dalla fascia, quello di mezzo più alto, cimato da una croce patente di rosso, nel 2° a 3 aquilotti di nero, colle ali spiegate 2 e 1 (citato in DAlena e in ) |

### Monr
| Stemma | Casato e blasonatura |
| ------ | --- |
|        | Monreale o Morreale (Sicilia) Titolo: barone di Castrofilippo; duca di Castrofilippo inquartato in decusse, al 1° e 4° d'argento, al castello di nero di tre torri; al 2° e 3° d'oro, alla croce di rosso, accantonata da quattro crocette dello stesso scorciate (citato in Mango) inquartato in croce di s. Andrea; il capo e la punta d'argento, col castello di nero torricellato di tre pezze, aperto e finestrato del campo; fiancheggiato d'oro, colla croce di rosso accantonata da quattro crocette scorciate del medesimo (citato in (32)) Corona di duca Notizie storiche in Famiglie nobili di Sicilia. |
|        | Monroy (Sicilia) Titolo: barone del Gelso, S. Anna, Arcodaci, Mazzarà, S. Rosalia; marchese di Garsigliano, Roccella, S. Martino; duca di S. Rosalia; principe di Pandolfina, S. Giuseppe, Maletto, Venetico, Belmonte inquartato nel 1º e 4º di rosso al castello torricellato di tre pezzi d'oro aperto e finestrato d'azzurro; nel 2º e 3º di vajo pieno. Sul tutto uno scudetto circolare d'oro a 4 pali di rosso con la bordura d'azzurro caricata di 8 crocette di Malta d'argento (citato in (4) – Vol. III pag. 660) Inquartato: al 1° e 4° di rosso, al castello d'oro, di tre torri aperto e finestrato d'azzurro; al 2° e 3° di vajo, sul tutto d'oro a quattro pali di rosso colla bordatura d'azzurro, carica di otto crocette d'argento, forcate (ramo di Maletto) (citato in Mango e in (32)) 4 pali di rosso su scudetto di oro con bordura di azzurro caricata di 8 crocette di argento (possono essere di Malta) su - castello a 3 torri di oro aperto e finestrato di azzurro su rosso - vajo pieno (citato in LEOM) alias inquartato: al 1° e 4° di rosso al mastio di fortezza d'oro, munito di tre torri, aperto e finestrato di nero; al 2° e 3° di vajo, sul tutto d'oro a quattro pali di rosso, colla bordatura d'azzurro, carica di otto crocette d'argento, forcate (ramo Pandolfina-Belmonte) (citato in Mango e in (32)) inquartato; nel 1° e 4°, di rosso, col castello d'oro, torricellato di tré pezzi, chiuso e finestrate di nero; nel 2° e 3°, di vajo pieno; sopra il tutto d'oro, con quattro pali o meglio verghette di rosso; e la bordura d'azzurro, caricata da otto crocette mulinate d'argento (citato in (32)) 4 pali di rosso su scudetto di oro con bordura di azzurro caricata di 8 crocette di argento (possono essere di Malta) su - castello a 3 torri di oro aperto e finestrato di nero su rosso - vajo pieno (citato in LEOM) Lo scudo accollato da trofeo militare, sormontato da corona di principe Notizie storiche in Famiglie nobili di Sicilia. Ulteriori notizie storiche in Famiglie nobili di Sicilia. |

### Mons
| Stemma | Casato e blasonatura |
| ------ | --- |
|        | Monsignani Sassatelli o Morattini (Imola, Forlì, Milano, Fermo) fascia di azzurro su oro - aquila coronata di nero posata sulla fascia su oro - albero sradicato al naturale coricato su oro (citato in LEOM)                                                                                |
|        | Monsignani Sassatelli o Morattini (Imola, Forlì, Milano, Fermo) banda di azzurro su oro - aquila coronata di nero posta sulla banda a destra in sbarra su oro - albero di gelso (moro) al naturale sradicato posto in banda in basso a sinistra su oro (citato in LEOM)                      |
|        | Monsignani Sassatelli o Morattini (Imola, Forlì, Milano, Fermo) leone rampante nascente dalla troncatura di oro su rosso - monte a 3 cime di verde uscente dalla punta sormontato da - 3 stelle (6 raggi) di oro poste 1,2 su azzurro (citato in LEOM)                                       |
|        | Monsignani Sassatelli o Morattini (Imola, Forlì, Milano, Fermo) 3 gigli di oro posti in fascia sovrastanti - 3 sassi di argento posti 2,1 tutto su azzurro - 2 chiavi incrociate gli ingegni all'esterno cimate da una tiara pontificia tutto di argento su azzurro in capo (citato in LEOM) |
|        | Monsini (Firenze) Di nero, allo scaglionetto scorciato rovesciato d'argento, e al capo dello stesso (citato in (26)) |
|        | Monsolino (Napoli) Titolo: nobili d'azzurro al monte di nove cime sostenente un giglio fiorito il tutto d'oro (citato in (29)) giglio di giardino di oro su 9 monti ristretti di oro uscenti dalla punta su azzurro (citato in LEOM)                                                         |

### Monta
| Stemma | Casato e blasonatura |
| ------ | --- |
|        | Montacano (la blasonatura non è stata ancora caricata) (citato in DAlena) |
|        | Montafia (Asti, Carignano, Poirino) Titolo: conti di Solbrito; signori di Montafia, Viale; consignori di Albugnano, Castelvero, Maretto, Roatto, Tigliole, Vezzolano D'argento, alla stella di rosso, carica di una mezza luna del campo Motto: Nocuit semper deferre paratus - Sic fortis in fide (citato in (28)) |
|        | Montagna (della) (Sicilia) d'oro, alla testa di toro di rosso uscente da una rupe d'azzurro (citato in Mango e in (32)) Cimiero: l'aquila bicipite spiegata e coronata di nero Notizie storiche in Famiglie nobili di Sicilia. |
|        | Montagna (Verona) fascia controdoppiomerlata di rosso su - bue rampante di oro testa rivolta coronato di argento su verde (citato in LEOM) |
|        | Montagnini (Trino) Titolo: conti di Mirabello D'azzurro, alla figura di Ercole, al naturale, in maestà (citato in (28)) |
|        | Montagnini (Asti, Trino, Genova, Milano, San Giorgio Lomellina) Titolo: conti con il predicato di Mirabello D'azzurro alla figura di Ercole, al naturale, in maestà sulla pianura erbosa, tenente con la mano destra la clava e con la sinistra, appoggiata al fianco, la pelle del leone (citato in (28)) figura di Ercole posto in maestà su terrazzo di verde tenente con la destra una clava in basso posta in sbarra e con la sinistra la pelle di un leone tutto al naturale su azzurro (citato in LEOM) |
|        | Montagnoni (Firenze) fascia convessa di rosso caricata di 3 lettere M maiuscole di nero su troncato di azzurro e di verde - 3 stelle (6 raggi) di oro poste 1,2 su azzurro - monte a 10 cime di argento uscente dalla punta su verde - bordura di oro (citato in LEOM) |
|        | Montaioni (Pisa) Partito: nel 1° d'oro, all'aquila dal volo abbassato di nero uscente dalla partizione; nel 2° d'argento, a tre bande di rosso (citato in (26)) |
|        | Montalari (Pisa) D'azzurro, al monte di sei cime di verde, cimato da un volo levato d'argento alias D'azzurro, al monte di sei cime di verde, cimato da un volo alato d'argento (citato in (26)) |
|        | Montalati (Pescia) Di..., al monte di sei cime di..., cimato da un volo levato di... alias Di..., al monte di sei cime di..., cimato da un volo alato di... (citato in (26)) |
|        | Montalban (Conegliano Veneto, Milano, Treviso, Belluno) 3 filetti (3 gemelle?) in fascia di nero su oro - sormontate la prima da una crocetta patente di argento - la seconda da un quadrifoglio di nero tutto su oro (citato in LEOM) |
|        | Montalbano (Conegliano Veneto) fasciato di 12 pezzi di oro e di nero - crocetta di nero sulla terza fascia di oro (citato in LEOM) |
|        | Montalbano (Palermo, Caltabellotta) Titolo: barone di Mauroianni, signore del Portulano di Licata d'azzurro al monte di cinque vette d'oro, uscente dal mare d'argento e nero (citato in (29), in Mango e in (32)) d'azzurro, con un monte di oro di cinque cime, piantato sopra un mare fluttuoso d'argento (citato in (32)) 5 monti al naturale ristretti di oro su mare fluttuoso di argento e di nero tutto su azzurro (citato in LEOM) alias d'azzurro al monte roccioso di tre vette al naturale, sostenente una torre al naturale aperta e finestrata di nero, sormontata da una cometa d'argento (citato in (29)) torre (2 palchi) di argento merlata alla ghibellina su 3 scogli dello stesso uscenti dalla punta su azzurro - cometa in banda di argento in alto su azzurro (citato in LEOM) Notizie storiche in Famiglie nobili di Sicilia. Ulteriori notizie storiche in Famiglie nobili di Sicilia. |
|        | Montalbotti (Adria, Chioggia, Venezia) erta al naturale uscente da sinistra e declinante in banda verso la punta su azzurro - sole nascente dall'alto dell'erta di oro su azzurro - stella (8 raggi) di argento in alto a destra (citato in LEOM) |
|        | Montalda o Montaldo (Ovada) D'azzurro, al monte di tre cime all'italiana affiancato al naturale, la mediana più alta, d'argento, movente dalla campagna di verde, sormontato da una stella di sei raggi d'oro (citato in (37)) |
|        | Montaldo (Tortona, Genova) Titolo: signori di Montaldo, Montemarzino, Volpedo D'oro, al leone coronato, di nero, linguato di rosso, in atto di salire sopra una rupe, di verde, muovente dalla metà del fianco destro all'angolo della punta dello scudo alias Di rosso, al leone coronato, d'argento, in atto di salire sopra una rupe, di verde, muovente dalla metà del fianco destro all'angolo della punta dello scudo alias D'oro, al leone di nero, coronato del campo, in atto di salire sopra una rupe, al naturale, muovente dalla metà del fianco destro all'angolo della punta dello scudo alias Palato d'argento e d'azzurro, con la fascia d'oro attraversante (citato in (28)) |
|        | Montaldo (Biella) Troncato, al 1° d'azzurro, al 2° di rosso, al leone d'oro, tenente con la zampa destra una pianticella di giglio, d'argento Motto: Non omnibus (citato in (28)) |
|        | Montali (Pistoia) D'oro, alla banda di vaio, accompagnata da due rose di rosso, 1.1 (citato in (26)) |
|        | Montali (Milano, Cagliari, Genova) leone rampante di oro giglio di oro in destra su monte a 5 cime di verde uscente da mare - 2 gigli fioriti di oro uscenti dai lati del monte su azzurro (citato in LEOM) |
|        | Montali (Genova) grifo rampante al naturale posto su - monte a 3 cime di verde uscente dalla punta tenente con la zampa destra un giglio di argento - 2 gigli di giardino di argento posti divaricati sulle 2 cime inferiori del monte tutto su azzurro (citato in LEOM) |
|        | Montalti (Cesena) (la blasonatura non è stata ancora caricata) (citato in BLCW) Immagine in Blasone Cesenate. |
|        | Montalto D'argento a tre pali di rosso con la spezzatura di un lambello d'oro posto attraversante nel capo (citato in DAlena) |
|        | Montalto (Cosenza) D'argento a 3 pali di rosso (citato in DAlena e in BLCL) |
|        | Montalto (Napoli, Fragnito Manforte) Titolo: principe di Lequile, duca di Fragnito, Tocco, marchese di Motta Montelone, Pontelatrone, patrizio Napoletano, nobile col predicato di Volturino e Pietramontecorvino d'argento a tre pali di rosso (citato in (29) e in (31)) 3 pali di rosso su argento (citato in LEOM) alias palato d'argento e di rosso a sei pezzi (citato in (31)) Motto: Duriora concoxit Notizie storiche in Nobili napoletani. |
|        | Montalto (Siracusa, Messina, Palermo) Titolo: nobile; barone di Buccheri, Odrogrillo, Busalmonte, Milocca palato d'argento e di rosso di sei pezzi (citato in (29), in Mango e in (32)) palato di argento e di rosso (citato in LEOM) alias palato di rosso, e d'argento (citato in (32)) Corona di barone Cimiero: un grifo uscente d'oro, tenente un monte dello stesso Motto: Duriora concoxit Notizie storiche in Famiglie nobili di Sicilia. Ulteriori notizie storiche in Famiglie nobili di Sicilia. |
|        | Montalvi (Firenze) D'azzurro, alla sbarra di rosso sostenente un leone leopardito rivolto d'oro e accompagnato in punta da un castello turrito di tre pezzi d'argento; il tutto sormontato da un'aquila dal volo abbassato pure d'argento alias D'azzurro, alla sbarra di rosso sostenente un leone leopardito rivolto d'oro e accompagnato in punta da un castello turrito di tre pezzi d'argento; il tutto sormontato da un'aquila dal volo abbassato pure di nero (citato in (26)) |
|        | Montana o Montagna (Ovada) Tagliato: nel 1° d'azzurro, al sole movente dal cantone destro, radioso al naturale su di un arcobaleno al naturale, posto in sbarra; nel 2° di rosso, alla montagna al naturale, movente dalla punta (citato in (37)) |
|        | Montanari (La Spezia, Modena, Milano) ramoscello di verde nodrito su - monte a 3 cime di oro uscente dalla punta sostenuto da - 2 leoni controrampanti di oro tutto su azzurro - 3 stelle (8 raggi) di oro poste in fascia su azzurro in capo - trangla di rosso (citato in LEOM) |
|        | Montanari (La Spezia, Modena, Milano) albero al naturale su monte a 3 cime di oro uscente dalla punta e sostenuto da - 2 leoni controrampanti dello stesso - 3 stelle (6 raggi) di oro poste in fascia in alto tutto su azzurro (citato in LEOM) |
|        | Montanari (Verona) mezza aquila bicipite di nero coronata di oro su oro uscente dalla partizione - bandato doppiomerlato (14 pezzi) di nero e di oro (citato in LEOM) |
|        | Montanari (Verona) mezza aquila bicipite di nero coronata di oro su oro uscente dalla partizione - 6 bande controinnestate di oro su nero (citato in LEOM) |
|        | Montanari (Cesena) (la blasonatura non è stata ancora caricata) (citato in BLCW) Immagine in Blasone Cesenate. |
|        | Montanari Bianchini (Bologna) aquila di nero coronata di oro su oro - 2 fasce di argento su azzurro - 3 stelle (6 raggi) di oro su azzurro poste in fascia - 3 fiamme di rosso poste in fascia su argento - monte a 6 cime di rosso su oro - bordura di oro pieno (citato in LEOM) |
|        | Montancolli (Firenze) Trinciato ondato di verde e d'argento, alla bordura composta d'argento e di rosso (citato in (26)) |
|        | Montanelli (Firenze) D'azzurro, al leone leopardito al naturale, coronato d'oro, tenente con la branca anteriore destra tre frecce impugnate e passante su un ponte a due archi fondato sulla riviera; il tutto al naturale (citato in (26)) |
|        | Montanelli (Pisa) D'azzurro, al ponte a due archi inclinato in banda, sostenente un leone leopardito impugnante con la branca destra tre chiodi, il tutto al naturale (citato in (26)) |
|        | Montanelli (Pisa) leone al naturale passante in banda su ponte declinante di rosso (2luci) su azzurro - 3 fiori di argento stelati di verde in destra su azzurro (citato in LEOM) |
|        | Montanelli o Montanelli del Drago (Toscana) (DE) Über 1 natürlichen Fluß 1 zweibogige Brücke, oben besetzt mit 1 schreitenden Löwen, mit 1 Pranke 3 garbenweise gekreuzte Pfeile haltend und überhöht von 1 Krone (citato in KHIF) |
|        | Montani (Pesaro) Titolo: conti D'argento, al leone d'azzurro (citato in (28)) |
|        | Montani (Spoleto, Acquasparta) fascia di oro su azzurro - stella (6 raggi) di argento su azzurro in alto - monte a 3 cime di argento uscente dalla punta su azzurro (citato in LEOM) |
|        | Montani (Terni) pianta di rosa fiorita di 3 pezzi di rosso stelata e fogliata di verde uscente da monte a 3 cime di argento uscente dalla punta su azzurro (citato in LEOM) |
|        | Montani (Cesena) (la blasonatura non è stata ancora caricata) (citato in BLCW) Immagine in Blasone Cesenate. |
|        | Montani di Pesaro (Cesena) (la blasonatura non è stata ancora caricata) (citato in BLCW) Immagine in Blasone Cesenate. |
|        | Montanini (Siena) Di rosso, al leone d'argento alias Di rosso, al leone losangato d'azzurro e d'argento, sostenuto da un monte di tre cime di nero uscente dalla punta (citato in (26)) |
|        | Montaperto (Palermo) Titolo: marchese di Montaperto; duca di Santa Elisabetta; principe di Raffadali d'azzurro a quattro sbarre alternate da nove rose, il tutto d'argento (1, 2, 3, 2, 1) (citato in (29), in Mango e in (32)) 4 sbarre di argento su azzurro - 9 rose di argento poste 1,2,3,2,1 in sbarra sull'azzurro (citato in LEOM) alias troncato semipartito a) d'azzurro a quattro sbarre d'argento, accompagnate da nove rose dello stesso, b) di rosso alla mezz'aquila d'argento, c) scaccato di azzurro e d'oro di cinque file (citato in (29) e in Mango) spaccato-semipartito: nel 1° d'azzurro a quattro sbarre accompagnate da nove rose 1. 2. 3. 2. 1, il tutto d'argento; nel 2° di rosso, alla mezz'aquila d'argento, movente dalla partizione a destra; nel 3° scaccheggiato d'azzurro e d'oro di cinque file (citato in (32)) 4 sbarre di argento su azzurro - 9 rose di argento stelate e fogliate di verde poste 1,2,3,2,1 in sbarra sull'azzurro - mezza aquila bicipite di argento uscente dalla partizione su rosso - scaccato di azzurro e di oro (5file) (citato in LEOM) alias diviso, nel 1° d'azzurro, con quattro sbarre d'argento, accompagnate da nove rose dello stesso (per Montaperto); nel 2° di rosso, con una mezz'aquila d'argento, movente dalla partizione a destra; semipartito scaccheggiato d'azzurro e d'oro di cinque file (per Uberti) (citato in (32)) Cimiero: un cavaliere armato di tutte pezze d'argento, la lancia in resta, cavalcante un cavallo bianco, galoppante nelle fiamme di rosso Mantello e corona di principe cimata da un cavaliere armato, tenente nella destra una lancia in atto di ferire, nella sinistra lo scudo, il cavallo sellato, ed imbrigliato, galoppante nelle fiamme di rosso Motto: Ad astra Notizie storiche in Famiglie nobili di Sicilia. Ulteriori notizie storiche in Famiglie nobili di Sicilia. |
|        | Montaquila (la blasonatura non è stata ancora caricata) (citato in DAlena) |
|        | Montasini (Torino) 3 pali di azzurro su oro - giglio di oro su azzurro in capo (citato in LEOM) |
|        | Montauri (Siena) Di rosso, al capro saliente d'argento accompagnato da due monti di tre cime d'oro, posti nei cantoni del capo alias Di rosso, al capro saliente d'argento accompagnato da due monti di sei cime d'oro, posti nei cantoni del capo (citato in (26)) |

### Montb
| Stemma | Casato e blasonatura |
| ------ | --- |
|        | Montbel o Mombel o Mombello (Savoia, Piemonte) Titolo: conti di Alpignano, Frossasco, Montbel; signori di Buriasco, Castelvecchio, Osasco, Pierre-Châtel, Roletto, St. Pierre d'Entremont, S. Secondo; consignori di Cavoretto, Chignin, Ciriè, S. Gillio D'argento, al capo d'azzurro (arma antica) alias D'oro, al leone di nero, armato e linguato di rosso, con la banda composta d'ermellino e di rosso, attraversante (citato in (28)) |
|        | Montbel o Mombel (Aymavilles) D'argento, al leone di nero, linguato di rosso, con la banda scaccata di rosso e d'oro carico di una moscatura di ermellino, di nero, attraversante (citato in (28)) |

### Monte
| Stemma | Casato e blasonatura |
| ------ | --- |
|        | Monte (Asti) Titolo: consignori di Serralunga, Serravalle, Viano D'argento, all'aquila di nero, linguata ed armata di rosso, afferrante uno scudetto d'oro, carico di tre bande di nero, attraversante sul petto Motto: Omnia cum tempore (citato in (28)) |
|        | Monte (Cuneo) D'azzurro, al monte di tre vette d'argento, sormontato da tre stelle dello stesso, male ordinate (citato in (28) e in (34)) |
|        | Monte (Palazzo, Ivrea) D'azzurro, al monte di verde, cucito, di tre vette, sormontato da tre stelle (6) d'oro, ordinate in fascia Motto: Labimur et non cadimus (citato in (28)) |
|        | Monte (Cigliole ?) Troncato, al 1° d'azzurro, a tre monti d'oro, sormontati da tre stelle dello stesso, ordinate in fascia, al 2° bandato d'argento e di nero (citato in (28)) |
|        | Montebruni (Ovada) D'azzurro, al monte al naturale, movente da un terrazzo di verde, ombrato sul lato sinistro, sormontato a destra da un sole d'oro e a sinistra da una stella di sei raggi dello stesso (citato in (37)) |
|        | Montebruno (Genova, Castellar Guidobono, Monleale) Titolo: conti Troncato, d'azzurro e ripartito d'oro e di rosso, con l'albero al naturale, nutrito nella vetta di un monte di verde, di tre cime, sostenuto da un leoncino d'oro (citato in (28)) leone rampante di oro contro un albero al naturale su 3 monti di verde al naturale uscenti dalla punta su troncato di azzurro e ripartito di oro e di rosso (citato in LEOM) |
|        | Montecatini (Lucca) Di rosso, alla fascia d'argento, caricata di una rosa del campo sostenuta da due leoni leoparditi affrontati d'azzurro (citato in (26)) |
|        | Montecatini (Ferrara) Giglio (citato in DAlena) |
|        | Montecatino (Roma) fasciato d'argento e di rosso, alla banda d'azzurro, caricata di tre gigli d'oro, l'uno sopra l'altro nel senso della banda, attraversante sopra il tutto (citato in (5) – pag. 161) (Immagine nell' Archivio Storico Capitolino (PDF) (archiviato dall'url originale il 13 gennaio 2014).) |
|        | Montecchi (Siena) D'argento, al cane rampante di nero, collarinato di rosso, sostenuto da un monte di tre cime dello stesso (citato in (26)) |
|        | Montechiari (Pistoia) D'azzurro, al monte di sei cime d'argento, sormontato dal sole d'oro (citato in (26)) |
|        | Montecuccoli (Trieste) aquila bicipite di nero coronata di oro su oro - aquila bicipite di nero su 3 monti al naturale di verde uscenti dalla partizione coronata di oro su oro (citato in LEOM) |
|        | Montecuccoli degli Erri (arma antica) (Modena) Titolo: Patrizi di Modena, Marchese (LA) aquilam nigram imperialem supra montibus (citato in (2) – pag. 369 e in DAlena) |
|        | Montecuccoli degli Erri (Modena, Milano, Pisa) torre merlata di 3 pezzi alla ghibellina di oro aperta e finestrata del campo su scudetto di azzurro su - filetto in croce di nero su - aquila bicipite di nero coronata di oro su oro - aquila bicipite di nero coronata di oro posta su monte a 3 cime di verde uscente dalla partizione su oro (citato in LEOM) |
|        | Montecuccoli Laderchi (Modena) filetto in croce di nero su - aquila bicipite di nero coronata di oro su oro - aquila bicipite di nero coronata di oro posta su monte a 3 cime di verde uscente dalla partizione su oro (citato in LEOM) |
|        | Montedoglio (Sansepolcro) Titolo: Conti D'argento, all'aquila dal volo abbassato d'azzurro (citato in (26)) |
|        | Montefeltri (Urbino) Titolo: conte; duca inquartato: nel 1º e 4º d'oro, a tre bande d'azzurro; nel 2º e 3º d'oro, all'aquila dal volo abbassato, coronata di nero (Immagine nella Raccolta stemmi Trippini (JPG).) |
|        | Montefeltro (Urbino) bandato di oro e azzurro, al capo d'oro al aquila bicipite de nero imbeccata, membrata e coronata d'oro (FR) bandé d'or et d'azur, au chef d'or chargé d'une aigle bicéphale de sable, becquée, membrée et couronnée d'or (EN) bendy Or and Azure, in chief Or a double-headed eagle Sable, beaked, legged and crowned Or |
|        | Montefeltro Interzato in palo, troncato al primo e al terzo, al capo del primo e alla punta del terzo d'oro al aquila bicipite de nero imbeccata, membrata e coronata d'oro, al capo del terzo e alla punta del primo bandato di oro e azzurro, al secondo di rosso, all'ombrellone a gheroni di rosso e d'oro, cimato da un globo crocifero d'oro, l'asta a forma di lancia attraversata da due chiavi decussate con gli ingegni posti verso l'esterno e verso l'alto, una d'oro e una d'argento, legate d'azzurro (FR) tiercé en pal, coupé au premier et au troisième, au chef du premier et à la pointe du troisième d'or chargé d'une aigle bicéphale de sable, becquée, membrée et couronnée d'or, au chef du troisième et à la pointe du premier bandé d'or et d'azur, au deuxième de gueules, à l'ombrelle à goussets de gueules et d'or, au volant échiqueté de même, sommée d'un globe crucifère d'or, la tige en forme de lance chargée de deux clefs en sautoir avec les pannetons tournés vers l'extérieur et vers le haut, l'une d'or et l'autre d'argent, liées d'azur (EN) tierced palewise, per fess in the first and the third, in chief of first and base of third Or a double-headed eagle Sable, beaked, legged and crowned Or, in chief of third and base of first bendy Or and Azure, in second Gules with an umbrella with gussets Gules and Gold with a flounce chequered as the same, towered by a cruciferous globe Gold, the stem shaped as a lance charged with two keys in saltire with the bits turned out and up, one Gold, one Argent, stringed Azure |
|        | Montefeltro (Cesena) (la blasonatura non è stata ancora caricata) (citato in BLCW) Immagine in Blasone Cesenate. |
|        | Montefiore (Cesena) (la blasonatura non è stata ancora caricata) (citato in BLCW) Immagine in Blasone Cesenate. |
|        | Monteforte (Abruzzo) (la blasonatura non è stata ancora caricata) (citato in DAlena) |
|        | Montegrandi (Biella, Vercelli) Titolo: consignori di Camburzano, Cerrione D'azzurro, alla banda d'argento carica di quattro campanelle, di rosso, fogliate di verde e rovesciate Motto: Timete Deum et date eo gloriam (citato in (28)) |
|        | Montel (Alessandria, Pisa, Torino) Titolo: baroni Interzato in pergola rovesciata, con lo scaglione d'argento attraversante la partizione inferiore, al 1° d'oro, al leone rivoltato di rosso, al 2° di rosso, al leone d'oro, al 3° d'azzurro, al giglio d'oro (citato in (28)) partito e troncato in scaglione di oro di rosso e di azzurro - 2 leoni controrampanti a sinistra di rosso su oro e a destra di oro su rosso - scaglione di argento in punta racchiudente - un giglio di oro su azzurro (citato in LEOM) |
|        | Montelatici (Firenze) D'azzurro, al monte di sei cime d'oro, sormontato da una stella a otto punte dello stesso; e alla banda attraversante di rosso caricata di tre stelle a sei punte d'oro alias D'azzurro, al monte di sei cime d'oro, sormontato da una stella a otto punte dello stesso; e alla banda attraversante di rosso caricata di tre stelle a otto punte d'oro (citato in (26)) |
|        | Monteliano o Montiliana o Montiliono o Mutiliana (Sicilia) Titolo: barone di Nadoro d'oro, al monte di cinque cime di rosso (citato in Mango e in (32)) Corona di barone Notizie storiche in Famiglie nobili di Sicilia. |
|        | Monteloresi (Firenze) D'argento, alla croce di losanghe accollate di nero (citato in (26)) |
|        | Montelucci (Arezzo) Troncato: nel 1º d'oro, all'aquila dal volo spiegato di nero, coronata del campo; nel 2º d'azzurro, al monte di sei cime d'oro accostato da due stelle a sei punte dello stesso (citato in (26)) aquila di nero coronata di oro su oro posata sulla troncatura - monte a 6 cime di oro su azzurro affiancato da 2 stelle (6 raggi) dello stesso (citato in LEOM) alias Troncato: nel 1º d'oro, all'aquila dal volo spiegato di nero, coronata del campo; nel 2º d'azzurro, al monte di sei cime d'oro accostato da due stelle a otto punte dello stesso (citato in (26)) |
|        | Montemagni (Pistoia, Firenze) D'oro, al monte di sei cime d'azzurro (citato in (26)) alias D'oro, al monte di sei cime d'azzurro, e al capo d'Angiò (citato in (26)) alias D'oro, al monte di sei cime di verde sormontato da tre gigli d'azzurro ordinati fra i quattro pendenti di un lambello di rosso (citato in (26)) (DE) In Gold 1 schwebender grüner Sechsberg, oben begleitet von 1 vierlätzigen roten Turnierkragen mit je 1 blauen Lilie zwischen den Lätzen (citato in KHIF) |
|        | Montemagni (Pistoia) lambello (4gocce) di rosso 3 gigli di oro su azzurro - monte a 6 cime di azzurro su oro (citato in LEOM) |
|        | Montemarte di rosso alla banda d'argento accompagnata da due gigli d'argento posti uno nel cantone sinistro del capo e l'altro nel cantone destro della punta (citato in (4) – pag. 397) |
|        | Montemerli (Tortona, Campiglia di Pisa, Pisa) Titolo: nobili di pisa D'azzurro, a tre monti di tre cime d'oro, 2.1, sostenenti ciascuno un uccello (merlo) posato rivolto al naturale (citato in (26) e in (28)) 3 uccelli merli rivolti al naturale su 3 monti a 3 cime di oro su azzurro posti 2,1 (citato in LEOM) Motto: Nul bien sans peine |
|        | Montemerlo (Tortona) D'oro, a tre monti ristretti di tre cime accollate, d'azzurro, 2, 1, le cime mediane sostenenti un merlo, di nero, beccato e armato di rosso alias Di rosso, a tre monti ristretti di tre cime accollate, d'argento, 2, 1, le cime mediane sostenenti un merlo, d'oro alias D'argento, a tre monti ristretti di tre cime accollate, d'azzurro, 2, 1, le cime mediane sostenenti un merlo, di nero, beccato e armato di rosso alias D'argento, a tre monti ristretti di tre cime accollate, d'azzurro, male ordinati, le cime mediane sostenenti un merlo, di nero, beccato e armato di rosso Motto: Nul bien sans peine (citato in (28)) |
|        | Montemiletto (Abruzzo) (la blasonatura non è stata ancora caricata) (citato in DAlena) |
|        | Monteoliveto o Monte Oliveto (Torino) D'argento, all'olivo, nutrito nel terreno erboso, di verde Motto: In candore quies (citato in (28)) |
|        | Monterappoli (Firenze) Di..., a due branche di leone decussate di..., sormontate da un crescente rovesciato di..., posto in mezzo a due stelle a otto punte di... (citato in (26)) |
|        | Montereale Mantica (Pordenone) banda doppiomerlata di oro su azzurro - aquila di nero coronata di oro su oro - 3 colonne al naturale uscenti dalla partizione sostenenti - leone passante di rosso su argento - fontana al naturale su terrazzo di verde a 3 vasche accompagnata da 2 leoni controrampanti di oro su azzurro (citato in LEOM) |
|        | Monterenzi (Bologna) d'azzurro, all'albero al natural, fruttato d'oro, nodrito su un monte di tre cime d'argento movente dalla punta; al capo d'Angiò (citato in (9) – pag. 547) |
|        | Monteriversani (Cesena) (la blasonatura non è stata ancora caricata) (citato in BLCW) Immagine in Blasone Cesenate. |
|        | Monterosso (Genova) 3 monti al naturale di rosso su rotella di argento su azzurro (citato in LEOM) |
|        | Montersino (Mongardino, Asti, Torino, Firenze) Titolo: baroni Troncato, con la fascia d'argento sulla partizione, al 1° di rosso, all'aquila al naturale in atto di spiccare il volo, al 2° d'azzurro, a tre monti fondati sulla pianura erbosa, al naturale (citato in (28)) fascia di argento su troncato di rosso e di azzurro - aquila al naturale in volo su rosso - 3 monti al naturale posti su terrazzo di verde uscente dalla punta su azzurro (citato in LEOM) |
|        | Montesi (Firenze) Trinciato: nel 1º d'argento, alla stella a otto punte d'azzurro; nel 2º d'azzurro, al crescente montante d'argento alias Trinciato: nel 1º d'argento, alla stella a sei punte d'azzurro; nel 2º d'azzurro, al crescente montante d'argento (citato in (26)) |
|        | Montesi (Cesena) (la blasonatura non è stata ancora caricata) (citato in BLCW) Immagine in Blasone Cesenate. |
|        | Montesi Righetti (Firenze) monte a 3 cime di verde uscente dalla punta su argento - cometa di oro posta in palo affiancata da - 2 stelle (6 raggi) dello stesso in alto su argento (citato in LEOM) |
|        | Montesperelli (Perugia, Roma) bandato di argento e di azzurro - monte a 6 cime di oro su azzurro (citato in LEOM) |

### Month
| Stemma | Casato e blasonatura |
| ------ | --- |
|        | Montholon (Roma) (la blasonatura non è stata ancora caricata) (Immagine nell' Archivio Storico Capitolino (PDF) (archiviato dall'url originale il 13 gennaio 2014).) |

### Monti
| Stemma | Casato e blasonatura |
| ------ | --- |
|        | Monti sfioccato d'argento e di rosso (citato in (5) – pag. 161) |
|        | Monti o Monte o Monti Melzi (Milano) Titolo: signori di Agaro e Costa Di rosso, fioccato d'argento (citato in (28)) |
|        | Monti (Verona) Titolo: marchesi di Farigliano; signori di Agaro Interzato in fascia: al 1° d'oro, all'aquila coronata, di nero; al 2° dAngria (per concessione); al 3° d'azzurro, a sei monti, d'argento, ristretti, 1, 2, 3 (citato in (28)) |
|        | Monti (Firenze) D'argento, al lambello a tre pendenti d'azzurro; con il capo d'Angiò (citato in (26)) |
|        | Monti (Toscana) (DE) Geteilt: Oben in Blau 1 vierlätziger roter Turnierkragen mit je 1 goldenen Lilie zwischen den Lätzen, unten 1 dreilätziger Turnierkragen (citato in KHIF) |
|        | Monti (Livorno) D'azzurro, al monte di tre cime d'oro uscente dalla punta, sostenente sulla cima centrale una croce del Calvario dello stesso e sulle cime laterali due rami di rosaio di verde, fioriti ciascuno di un pezzo di rosso (citato in (26)) |
|        | Monti (Pescia) Di..., al monte di sei cime di..., sormontato da una stella a otto punte di... (citato in (26)) |
|        | Monti (Pisa) D'azzurro, al monte di sei cime d'oro, sormontato da un crescente montante d'argento; il tutto accompagnato ai lati da due stelle a otto punte d'oro (citato in (26)) monte a 6 cime di oro su azzurro - 2 stelle (8 raggi) di oro poste in fascia al centro - luna montante di argento in alto su azzurro (citato in LEOM) |
|        | Monti (Siena) Inquartato decussato d'oro e d'azzurro, al leone attraversante dell'uno all'altro (citato in (26)) |
|        | Monti (Brescia) (la blasonatura non è stata ancora caricata) (citato in DAlena) |
|        | Monti (Toscana) (DE) In Blau 1 roter Schrägbalken, beidseitig begleitet von je 1 schwebenden goldenen Sechsberg (citato in KHIF) |
|        | Monti (Arcevia) 2 leoni controrampanti di oro su azzurro poggiati su monte a 3 cime di verde uscente dalla punta - stella (6 raggi) di argento in alto su azzurro (citato in LEOM) |
|        | Monti (Terni) monte a 3 cime di verde uscente dalla troncatura su argento - 3 fasce ondate di azzurro su argento (citato in LEOM) |
|        | Monti (Senigallia) Titolo: nobili di Senigallia e di Ostra Vetere monte a 3 cime di oro su azzurro - 3 stelle (5 raggi) di argento su azzurro verso l'alto poste 1,2 (citato in LEOM) |
|        | Monti (Ferrara) fascia di rosso su azzurro - 3 stelle (6 raggi) di oro poste 2,1 in alto su azzurro - monte a 3 cime di verde uscente dalla punta su azzurro (citato in LEOM) |
|        | Monti (Pesaro) fascia di rosso su azzurro - 3 stelle (6 raggi) di oro poste in fascia in alto su azzurro - monte a 3 cime di argento posto su terrazzo di verde uscente dalla punta su azzurro (citato in LEOM) |
|        | Monti (Recanati) fascia di rosso su azzurro - stella (6 raggi) di oro in alto su azzurro - monte a 3 cime di oro uscente dalla punta su azzurro (citato in LEOM) |
|        | Monti (Senigallia) monte a 3 cime di oro su azzurro sormontato da - 3 stelle (6 raggi) di oro poste 1,2 su azzurro (citato in LEOM) |
|        | Monti (Fratta Polesine, Padova) aquila rivolta di nero posta su - monte a 3 cime di verde uscente dalla punta su argento (citato in LEOM) |
|        | Monti (Rovigo) leone rampante di nero su monte a 3 cime di verde uscente dalla punta su argento - 2 stelle (6 raggi) di rosso poste in fascia in alto su argento (citato in LEOM) |
|        | Monti (Cesena) (la blasonatura non è stata ancora caricata) (citato in BLCW) Immagine in Blasone Cesenate. |
|        | Monti della Corte (Roma, Brescia) monte a 10 cime di verde uscente dalla punta su argento - colomba della pace di profilo di argento su azzurro in capo (citato in LEOM) |
|        | Monti della Corte (Roma, Brescia) monte a 10 cime di verde uscente dalla punta sostenente - colomba della pace al naturale tutto su argento (citato in LEOM) |
|        | Monti della Corte (Roma, Brescia) semipartito troncato di azzurro di rosso e di argento - ristretto uscente dalla partizione al naturale sostenente - colomba della pace di argento su azzurro - muro mattonato di argento merlato alla guelfa su rosso - monte a 10 cime di verde uscenti dalla punta su argento (citato in LEOM) |
|        | Monti Guarnieri (Senigallia) fascia di oro su troncato di azzurro e di rosso - 3 soli di oro su azzurro posti 1,2 - 3 cime di argento ristrette su terrazzo di verde su rosso (citato in LEOM) |
|        | Monti del Lion d'Oro (Firenze) D'azzurro, al monte di tre cime d'oro, sormontato da una ghirlanda dello stesso (citato in (26)) |
|        | Monti di Pugio (Firenze) D'azzurro, alla banda diminuita di rosso, accompagnata da due monti di sei cime d'oro, 1.1 (citato in (26)) |
|        | Montiani (Cesena) (la blasonatura non è stata ancora caricata) (citato in BLCW) Immagine in Blasone Cesenate. |
|        | Monticelli (Livorno) Troncato: nel 1º d'oro, all'aquila dal volo spiegato di nero, coronata del campo e posata sulla troncatura; nel 2º d'azzurro, alla colomba d'argento posata su un monte di tre cime di verde, nascente dalla punta (citato in (26)) |
|        | Monticelli (Livorno) aquila di argento rivolta coronata di oro su oro - colomba di argento posata su monte a 3 cime di verde uscente dalla punta su azzurro (citato in LEOM) |
|        | Monticelli (Torino) albero di palma al naturale su monte a 3 cime di verde uscente dalla punta su argento (citato in LEOM) |
|        | Monticelli (Torino) 3 monti al naturale di verde uscenti dalla punta cimati da - albero di palma tutto di verde su argento - aquila di nero su oro in capo (citato in LEOM) |
|        | Monticelli (Roma) leone rampante al naturale ingolante un fanciullo di carnagione sul rosso del partito di rosso e di argento - lupo rampante rivolto di rosso ingolante un putto di carnagione sull'argento (citato in LEOM) |
|        | Monticelli o Monticello (Novara, Vercelli) Titolo: signori di Casalrosso; consignori di Casalgrasso D'argento, alla palma di verde, piantata sulla sommità di um monticello, del medesimo alias D'argento, al monte di tre cime, con il palmizio nutrito sulla vetta, il tutto di verde alias D'argento, al monte di tre cime, con il palmizio nutrito sulla vetta, il tutto di verde, con il capo d'oro, cucito, carico di un'aquila, di nero alias Di [...], al monte di tre cime, d'oro (?), con il palmizio di verde (?), nutrito sulla vetta Motto: Virtutis praemium (citato in (28))                                                     |
|        | Monticelli o Monticelli della Valle (Napoli) D'azzurro alla banda d'oro caricata di 3 rose di rosso (citato in DAlena) 3 rose di rosso su banda di oro su azzurro (citato in LEOM) |
|        | Monticelli (Cesena) (la blasonatura non è stata ancora caricata) (citato in BLCW) Immagine in Blasone Cesenate. |
|        | Monticelli di Cerreto (Napoli) Titolo: nobili di Cerreto d'azzurro con tre monti di verde sostenenti un grifone d'oro tenente nella destra una spada rivolta ad una stella posta nell'angolo destro del capo d'argento e nella sinistra un giglio d'oro (citato in (29)) grifo rampante di oro tenente in destra una spada di argento posta in banda e in sinistra un giglio di oro su - 3 monti al naturale uscenti dalla punta di verde su azzurro - stella (6 raggi) di argento nel canton sinistro del capo su azzurro (citato in LEOM) |
|        | Monticelli Obizzi (Crema, Milano) monte a 3 cime al naturale su azzurro - 3 stelle (8 raggi) di oro verso l'alto su azzurro poste 1,2 (citato in LEOM) |
|        | Monticelli Obizzi (Crema, Milano) 3 monticelli al naturale di verde uscenti dalla punta su argento - 3 stelle (5 raggi) di azzurro poste 1,2 in alto su argento (citato in LEOM) |
|        | Monticello (Molise) D'azzurro alla banda d'oro caricata da tre rose di rosso (citato in DAlena) |
|        | Montigli (Saluzzo) d'argento, al capo d'azzurro (Immagine nella Raccolta stemmi Trippini (JPG).) |
|        | Montiglio Titolo: marchesi di Montiglio; conti di Gabiano, Ottiglio; baroni di Ozzano; signori di Baldesco, Belmonte, Calliano, Cerrina, Cocconito, Cortandone, Cortanze, Livorno, Mairana, Montechiaro, Palazzolo, Pianceretto, Rinco, Scandeluzza, Torrione, Valmacca; consignori di Albugnano, Bassignana, Camerano, Castelletto Cervo, Castelletto Merli, Castel S. Pietro, Castelvero, Cavagnolo, Cellarengo, Colcavagno, Cortazzone, Cossombrato, Lavriano, Mombello, Montaldo, Montalero, Murisengo, Piazzo, Ponderano, Saluggia, S. Sebastiano, Valmacca, Vespolate, Vezzolano, Villanova D'argento, al capo d'azzurro (citato in (28)) |
|        | Montiglio Coccastelli o Montiglio Cocconito (Mantova, Torino) argento pieno - capo di azzurro (citato in LEOM) |
|        | Montini (Asolo) Troncato d'argento e d'azzurro ai due gigli dell'uno nell'altro (citato in DAlena) |
|        | Montini (Roma) Di rosso ad un monte di 6 cime (1, 2 e 3) sormontato da tre gigli d'oro disposti 1 e 2 (citato in DAlena) |
|        | Montini (Brescia) rastrello (o rastro) posto in palo di oro uscente da monte a 3 cime ristrette di verde di cui la centrale più alta su azzurro - 3 stelle (5 raggi) di oro poste 1,2 in alto su azzurro (citato in LEOM) |
|        | Montini (Val Sabbia) rastro d'argento su tre cime verdi, con tre stelle d'oro in campo azzurro (citato in Piovanelli) |
|        | Montini (Val Sabbia) tre gigli su pilastri (anziché cime) sormontati da tre rastri o lambelli (citato in Piovanelli) |
|        | Montini (Val Sabbia) di rosso a tre monti d'argento, cimati da un giglio d'oro sormontato da un rastro o lambelli d'argento (citato in Piovanelli) |
|        | Montius (Novara) Troncato, al 1° d'azzurro, a tre monti di nero, uscenti dalla partizione, ciascuno sostenente una croce di nero, sormontati da tre stelle, d'oro, al 2° fasciato d'oro e di nero di quattro pezzi, con il capo d'oro, carico di un'aquila di nero, coronata del campo alias Troncato, al 1° d'azzurro, a tre monti di nero, uscenti dalla partizione, ciascuno sostenente una croce di nero, sormontati da tre stelle, d'oro, al 2° d'oro a due fasce, una di rosso e una di nero, con il capo d'oro, carico di un'aquila di nero, coronata del campo (citato in (28))                                                         |

### Montm
| Stemma | Casato e blasonatura |
| ------ | --- |
|        | Montmayeur Titolo: signori di Bardassano, (S. Giorio ?) D'argento, all'aquila di rosso, membrata e beccata d'azzurro alias D'argento, all'aquila coronata, di rosso, membrata e beccata d'azzurro alias D'argento, all'aquila di rosso, membrata e beccata d'oro, sormontata da un (monte?), di nero Motto: Unguibus et rostro (citato in (28)) |
|        | Montmorency (Francia) D'oro alla croce di rosso accompagnata da 16 alerioni d'azzurro (citato in DAlena) |

### Monto
| Stemma | Casato e blasonatura |
| ------ | --- |
|        | Montoja (Napoletano) (la blasonatura non è stata ancora caricata) (citato in (31)) |
|        | Montolif (Sicilia) troncato: nel 1° d'azzurro; nel 2° di verde al monte d'oro sormontato da un albero d'olivo (citato in Mango) |
|        | Montonaro o Montanaro o Montanari (Vercelli) Titolo: conti di Viancino; signori di Montonaro D'azzurro, alla palma d'argento, nutrita sulla vetta di un monte di tre cime, di verde, cucito Motto: Semper idem (citato in (28)) |
|        | Montopoli (Pistoia) Di rosso, alla fascia alzata d'argento, accompagnata in capo da una stella a otto punte d'oro e in punta da un monte di tre cime pure d'oro sormontato da due stelle a otto punte dello stesso (citato in (26)) |
|        | Montorio (Siena) Di rosso, al monte di sei cime d'oro, e al capo d'azzurro caricato di tre gigli del secondo (citato in (26)) |
|        | Montorselli (Siena) D'azzurro, alla montagna di verde uscente dalla punta dello scudo e caricata di una stella a otto punte d'oro (citato in (26)) stella (8 raggi) di oro su monte di verde uscente dalla punta su azzurro (citato in LEOM) alias D'azzurro, al monte di tre cime d'oro, sostenente un orso levato al naturale (citato in (26)) orso rampante al naturale su monte a 3 cime di oro su azzurro (citato in LEOM) alias Partito: nel 1º d'azzurro, al monte di tre cime di..., addestrato da un orso levato di..., il tutto sormontato da tre stelle a otto punte di..., 1.2; nel 2º d'azzurro, alla fascia d'oro accompagnata in capo da un crescente rovesciato d'argento, e in punta da un crescente montante dello stesso, sormontante due stelle a otto punte di... (citato in (26)) |

### Montu
| Stemma | Casato e blasonatura |
| ------ | --- |
|        | Montucci (Firenze) D'oro, al grifone di rosso sostenuto da un monte di tre cime d'azzurro alias D'azzurro, al grifone al naturale tenente nel rostro un ramoscello di verde, e sostenuto da un monte di tre cime d'oro (citato in (26))                              |
|        | Montucci o Montucci del Lion Nero (Toscana) (DE) In Gold 1 Dreiberg mit je blau-silber gespaltenen Erhebungen, oben besetzt mit 1 roten Drachen (citato in KHIF) |
|        | Montucci (Siena) D'azzurro, alla banda d'oro accompagnata da due stelle a otto punte dello stesso, l'una nel cantone sinistro del capo e l'altra nel cantone destro della punta (citato in (26))                                                                     |
|        | Montuto o Montacuto ? (Chieri) D'azzurro, a tre monti d'argento, profilati di verde, nascenti dalla punta dello scudo, sormontati da tre stelle d'oro, ordinate in fascia, con il capo d'oro, carico di un'aquila di nero Motto: Spes mea in Domino (citato in (28)) |

### Monz
| Stemma | Casato e blasonatura |
| ------ | --- |
|        | Monza (Milano, Tortona, Castelnuovo Scrivia) Partito, al 1° d'azzurro, al leone d'argento, armato (e immaschito) di rosso, al 2° fasciato di rosso e d'argento, di otto pezzi alias Fasciato di rosso e d'argento, di otto pezzi (citato in (28))                                                   |
|        | Monza (Belluno, Vicenza, Dueville) leone rampante coronato di oro su azzurro - fasciato di rosso e di argento (8 pezzi) (citato in LEOM) |
|        | Monzalino (Sicilia) d'oro, al monte di nove cime di verde, cimato da una rosa di rosso, gambuta e fogliata del secondo (citato in Mango) |
|        | Monzambani (Verona) d'azzurro, al cinghiale di nero, unghiato e crinito d'oro passante sulla terrazza di verde (citato in (2) – pag. 141 e in DAlena) |
|        | Monzani (Torino, Reggio Emilia) fascia di argento cuneata alternata di rosso e di verde su troncato di azzurro e di argento - castello affiancato da 2 torri di argento uscente dalla fascia su azzurro - castello affiancato da 2 torri di azzurro uscente dalla punta su argento (citato in LEOM) |